# Nitty Gritty
Pour les articles homonymes, voir Gritty (homonymie).
Nitty Gritty (de son vrai nom Glen Augustus Holness), (1957 à Kingston - 24 juin 1991 à Brooklyn, New York aux États-Unis) est un chanteur reggae jamaïcain.
Nitty Gritty émergea avec les nouveaux rythmes digitaux, aux côtés de Tenor Saw, King Kong et Anthony Red Rose (en), dont il partageait le style vocal.

## Biographie
Second enfant d'une famille en comptant 11, très jeune, il fut imprégné des gospels religieux. Il commença une courte carrière d'électricien avant de former le groupe Les Soulites.
En 1973, aux côtés de Dennis Brown, George Nooks & les Mighty Diamonds, pour Joe Gibbs, il chante Let the power fall on mais il faut attendre une décennie pour entendre le morceau en solo Everyman Is A Seller, enregistré pour le Youth Promotion de Sugar Minott. Il chante ensuite pour le Zodiac Sound System de Danny Dread, enregistre plusieurs cuts pour Channel 1 et 2 pour Eric "Bubbles" Howard des African Brother, après quoi, en 1984, il rejoint George "Power House" Phang.
En avril de la même année, il enregistre ce qui sera un succès immédiat Hog Ina Minty pour King Jammy, sur le "Tempo" riddim. D'autres hits suivent rapidement : Good Morning Teacher, Sweet Reggae Music, Run Down The World, Gimme Some Of Your Something.
En 1986, arrivent deux albums, produits par Jammy, Turbo Charged et Musical Confrontation où il partage les crédits avec King Kong. Il s'installe ensuite à Londres puis New York, sans pour autant rencontrer le succès dont il avait joui chez Jammy. Il propose ses services aux labels Up Tempo, Skengdown, et Black Solidarity.
En 1987, il revint en forme avec le très rare album General Penitentiary, enregistré avec le Studio One Band. En 1989, il fit paraître Jah In The Family chez Blacker Dread de Londres, une compilation de qualité variée, avec des cuts datant de 1986, époque où il enregistra à Londres. Après quoi, il devint plutôt inactif et resta à New York.
L'histoire malheureusement veut qu'en juin 1991, Super Cat aurait tiré sur Nitty Gritty (34 ans), pour une histoire de drogue. Son pistolet se serait enrayé, a-t-il ensuite affirmé. Réagissant en légitime défense, Super Cat fut acquitté.

## Discographie
- 1986 - Turbo Charged

- 1986 - Musical Confrontation
- 1987 - General Penitentiary